# Leptoctenus byrrhus
Leptoctenus byrrhus är en spindelart som beskrevs av Simon 1888. Leptoctenus byrrhus ingår i släktet Leptoctenus och familjen Ctenidae. Inga underarter finns listade i Catalogue of Life.